# 毓祿
毓禄（？—1867年），字飬源，号晓山，舒穆鲁氏，满洲正白旗人。毓道光己亥科举人、辛丑科进士。

## 生平
官至刑部员外郎、主事，后升任郎中、御史、工部侍郎。太平天國運動爆發後，安徽、江蘇、山東諸省皆暫停秋審。毓禄提議变通处理囚犯, 以免受太平軍利用。毓禄也提議旗租、地丁、关税，以及部收捐项等受到的稅捐應收兩成的当百、当五十大钱，以方便流通。

## 家族
- 曾祖鶴齡，户部笔帖式，二等轻车都尉；
- 祖父珠勒玺，世袭三等轻车都尉，官至云南普洱镇总兵；
- 父昌疆，太学生；
- 弟恒禄，字子廉，号月溪，道光甲辰科举人；
- 子國紳，佐领。[4]